# Laguna Lagunillas (Perú)
Lagunillas es un lago o laguna altoandino ubicada en el departamento peruano de Puno, a una altitud de 4174 m s. n. m. Sus dimensiones son de 18,6 kilómetros de largo por 5,8 kilómetros de ancho máximo y una superficie de 66 kilómetros cuadrados (km²) con una profundidad máxima de 47,6 metros. Tiene cuatro pequeñas islas.
La laguna se encuentra rodeada de pajonal de puna. Se ha reportado 25 especies de aves.

### Vista panorámica de la laguna Lagunillas

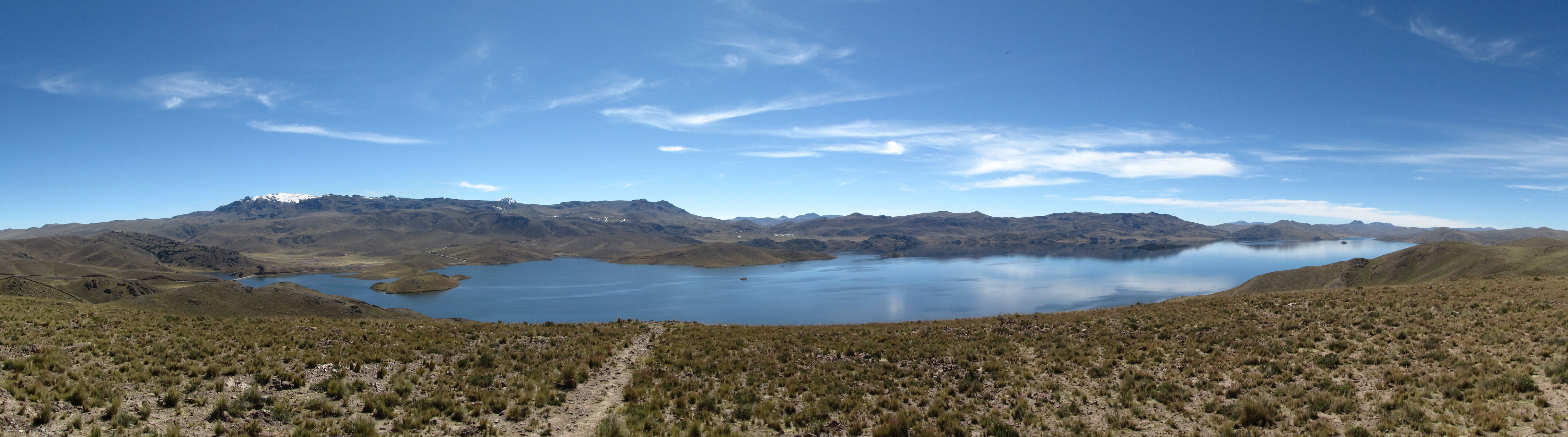
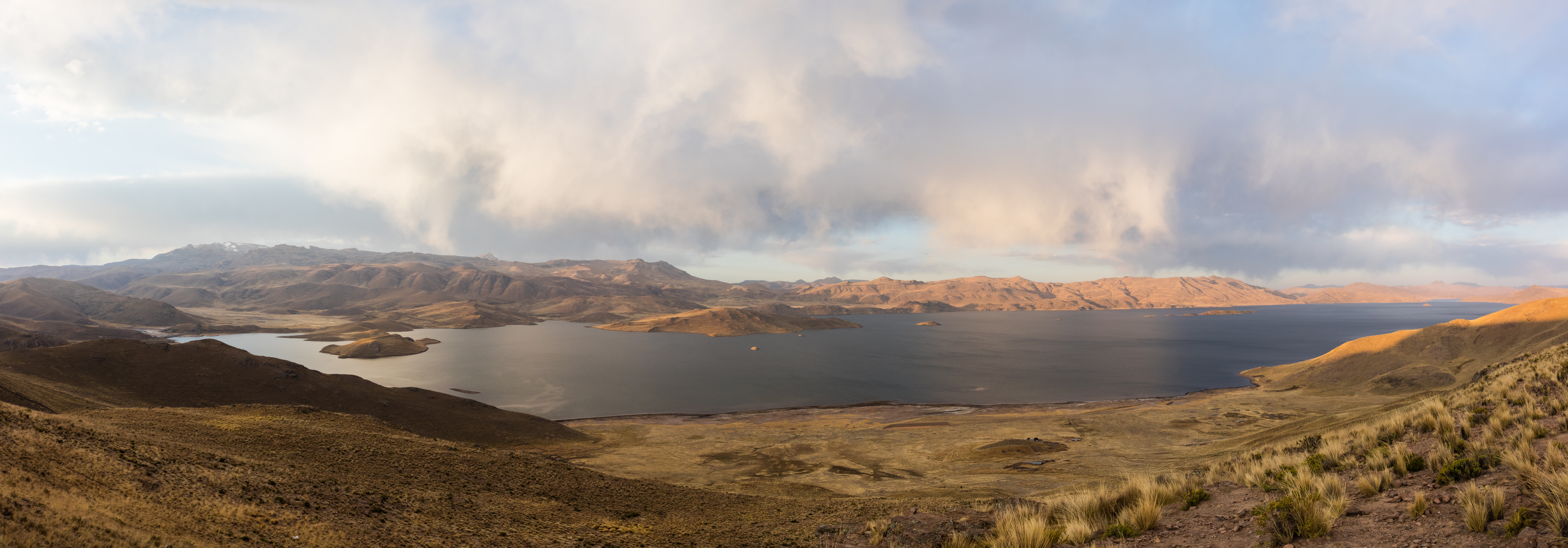